# Blood Ties: The Life and Work of Sally Mann
Blood Ties: The Life and Work of Sally Mann ist ein US-amerikanischer Dokumentarfilm aus dem Jahr 1994.

## Handlung
Der Film stellt die US-amerikanische Fotografin Sally Mann (geboren 1951) und ihre hintergründige und komplexe Arbeit vor. Besonderes Augenmerk wird dabei auf die Arbeit der Fotografin mit ihren Kindern gelegt.

## Auszeichnungen
1994 wurde der Film in der Kategorie Bester Dokumentar-Kurzfilm für den Oscar nominiert.

## Hintergrund
Uraufgeführt wurde der Film am 4. März 1994 in New York.
Noch im gleichen Jahr drehte Steven Cantor eine Fortsetzung mit dem Titel What Remains: The Life and Work of Sally Mann. Dieser Film war als Langfilm konzipiert.